# Колдрагоне (Фрозиноне)
Колдрагоне је насеље у Италији у округу Фрозиноне, региону Лацио.
Према процени из 2011. у насељу је живело 544 становника. Насеље се налази на надморској висини од 149 м.